# Palacio de Putin
La residencia en el cabo Idokopás (en ruso: Резиденция на мысе Идокопас), más conocida como el «Palacio de Putin», es un palacio a orillas del mar Negro, construido presuntamente para el presidente ruso Vladímir Putin.
Por primera vez, el palacio se hizo ampliamente conocido en 2010, cuando el empresario Serguéi Kolésnikov, en una carta abierta sobre corrupción a Dmitri Medvédev, habló en detalle sobre la construcción y reveló los esquemas para financiarla. El 19 de enero de 2021, la Fundación Anticorrupción (FBK) dirigida por Alekséi Navalny publicó una extensa investigación, que presenta imágenes del territorio desde un cuadricóptero y un plano detallado del edificio de tres pisos y el área circundante. La exhaustiva investigación viene acompañada del documental El palacio de Putin: historia del mayor soborno de casi dos horas de duración, subtitulado en inglés, que para el 23 de enero de 2021 contaba con 74 millones de visualizaciones en Youtube.
El proyecto fue supervisado por el empresario Nikolái Shamálov, amigo cercano y futuro consuegro de Putin. Posteriormente, la residencia fue adquirida por supuestamente 350 millones de dólares estadounidenses por el multimillonario Aleksandr Ponomarenko. Según FBK, Ponomarenko pagó 350.000 de dólares estadounidenses, es decir, mil veces menos que el valor real. Según Kolésnikov y FBK, la venta fue ficticia y una de las empresas de Shamálov pronto se convirtió en la empresa gestora del palacio.

## Infraestructura
La residencia está ubicada en el cabo Idokopás, cerca del pueblo de Praskovéyevka en la distrito de Gelendzhik. El territorio está ubicado en una zona de exclusión aérea y está rodeada por varios puestos de control. Según Serguéi Kolésnikov, se construyó una carretera hasta la residencia a expensas del Estado.
Hay un muelle de yates en la orilla. Cerca hay un puesto de observación del servicio fronterizo del FSB de Rusia.
En el territorio de 68 hectáreas hay: una casa con un área de 17.700 m², un arboreto, un invernadero, un helipuerto, un palacio de hielo subterráneo para hockey, una iglesia, un anfiteatro, una "casa de té" (casa de huéspedes), una gasolinera, un puente de 80 metros y un túnel especial dentro de la montaña con sala de degustación. Las estructuras subterráneas fueron diseñadas por "Метро-Стиль" (Metro-Estilo), que prepara la documentación para la construcción de nuevas líneas y estructuras para el Metro de Moscú.
La parcela adyacente de 7.000 hectáreas pertenece al Servicio Federal de Seguridad (FSB) y fue arrendada a la empresa propietaria de la residencia hasta 2008.
El edificio del palacio fue construido para resistir un terremoto de 9 puntos por el arquitecto italiano Cirillo Lanfranco a quien Putin en 2014 otorgó la ciudadanía de Rusia. En su interior hay una piscina, aquadisco, spa, saunas, hammams, taller de carnes y pescados, taller de verduras, taller de postres, "un depósito de barro", una sala de lectura, un salón de música, una sala de narguile, un teatro y un cine, una bodega, un casino y una docena de habitaciones para invitados. El dormitorio principal tiene 260 m².

## Historia

### Inicio de la construcción
El 10 de junio de 2005, entre el Departamento Administrativo del Presidente de Rusia, ФГУП "Дом отдыха Туапсе" ("Casa de vacaciones Tuapse"),  ОАО "Лирус"("Lirus") y ФГУП "Предприятие по поставкам продукции" (Empresa para el suministro de productos) del Departamento Administrativo del Presidente de Rusia (Cliente-Desarrollador), se concluyó un acuerdo de inversión para la construcción de una "casa de huéspedes cerca del pueblo de Praskovéievka, Gelendzhik, krai de Krasnodar". El objeto de este convenio fue la construcción de una "casa de huéspedes" en un terreno de 740 mil metros cuadrados. El inversor del proyecto, "Lirus", debía invertir al menos 400 millones de rublos en la construcción. La finalización del proyecto estaba prevista para 2008, tras lo cual el 30% del área total se destinaría a la Oficina del Presidente y el 70% al inversor.
Ya en noviembre del mismo año, aparecieron en la prensa los primeros informes sobre la construcción de un objeto en el distrito de Gelendzhik. Sin embargo, la atención pública generalizada sobre el objeto se produjo en 2010, después de la publicación de la carta de Serguéi Kolésnikov.

### La carta de Kolésnikov

Esquema financiero para financiar el "Palacio de Putin", según Kolésnikov

En diciembre de 2010, apareció en Internet una carta sobre corrupción dirigida al presidente ruso Dmitri Medvédev en ruso e inglés, escrita por un empresario de San Petersburgo, Serguéi Kolésnikov. La carta decía que para uso personal del entonces primer ministro Vladímir Putin, se ha construido un "complejo de recreación" en la costa del Mar Negro desde 2005, y desde 2007 se ha cultivado un viñedo para la producción de vinos de élite. Kolésnikov llamó a todo esto el "Proyecto Yug" ("Proyecto Sur"), cuyo costo, según el autor de la carta, alcanzó los mil millones de dólares. Según Kolésnikov, él escribió la carta para que "los rusos y el presidente supieran la verdad" y esperaba obtener la reacción de Dmitri Medvédev la cual nunca llegó.
En la carta a Medvédev y más tarde en una entrevista televisiva para RTVi (en febrero de 2011) y otros medios de comunicación, Kolésnikov reveló el plan para financiar la construcción de la residencia. Según Kolésnikov, en 1992, con la participación de Putin, se creó la empresa "Petromed", que se dedicaba a proyectos en el ámbito de la atención médica, siendo el autor de la carta uno de los accionistas. Cuando Putin asumió la presidencia del país en el año 2000, el viejo amigo de Putin y empresario Nikolái Shamálov se unió a la empresa (ambos amigos son cofundadores de la cooperativa de dachas Ózero). La empresa, a expensas de las donaciones de los oligarcas, suministró equipos médicos por valor de decenas de millones de dólares a instituciones sanitarias rusas sobre la base de transferir el 35% de los ingresos a cuentas extranjeras. Como resultado, se acumularon más de $ 148 millones en las cuentas controladas por Shamálov.
En 2005, Shamálov encargó a Kolésnikov crear la empresa "Росинвест" (Rosinvest, Inversiones de Rusia) para desarrollar proyectos de construcción naval, construcción y procesamiento de madera. La estructura de propiedad se escondía detrás de "acciones al portador" anónimas, sin embargo, la mayor parte de las acciones de esta empresa se gestionaban en interés de Putin. Uno de los proyectos de "Rosinvest", que fue supervisado personalmente por Nikolái Shamálov, fue el diseño de un pequeño complejo en las cercanías de Praskovéievka a las orillas del mar Negro con un presupuesto inicial de 400 millones de rublos ($ 14 millones). Para la construcción del complejo, el gobierno ruso donó 73,96 hectáreas de bosque protegido. A principios de 2007, se lanzó un segundo proyecto: crear un viñedo y producir vino de élite en la zona de Praskovéievka.
A mediados de 2009, Putin decidió suspender el trabajo en casi todos los proyectos y ocuparse exclusivamente del "Proyecto Sur", destinando todos los fondos disponibles. En octubre de 2009, la última vez que Kolésnikov vio los documentos, el costo estimado había alcanzado los mil millones de dólares.
En 2009, todos los objetos y terrenos del "Proyecto Sur" fueron transferidos a la propiedad de una empresa privada LLC "Indokopás", que era propiedad de Nikolái Shamálov. Según los documentos, el complejo fue construido como su residencia personal y el nombre de Putin no figuraba en ninguna parte. De los altos funcionarios estatales, solo los nombres de los jefes anteriores y actuales del Departamento de Gestión de la Propiedad Presidencial Vladímir Kozhin y Aleksandr Kolpakov están asociados con el proyecto. Sin embargo, a pesar de la naturaleza supuestamente privada del proyecto, la construcción del palacio fue realizada por Spetsstroy de Rusia, y el Servicio Federal de Protección (FSO) supervisó el proyecto, protegió y dio todos los requisitos de diseño.
Durante 2005-2010, fondos del presupuesto del Estado se gastaron para financiar la construcción de una carretera de montaña, líneas de transmisión de energía y un gasoducto especial que conducía a la residencia. Según Kolésnikov, para ocultar el costo, la cantidad y la variedad de los materiales suministrados, Shamálov decidió importarlos sin pasar por las reglas adecuadas de despacho de aduanas, pagando en efectivo o con cuentas en el extranjero.

### Reventa a Ponomarenko
Después de escándalos en los medios de comunicación, la residencia, junto con su propietario, Indokopás LLC, fueron revendidas por Nikolái Shamálov a un precio con descuento al copropietario del "Puerto comercial marítimo de Novorosíisk", Aleksandr Ponomarenko. Según Serguéi Kolésnikov, Vladímir Putin sigue siendo el verdadero propietario de este offshore.
En el otoño de 2011, Aleksandr Ponomarenko comenzó a arrendar varios objetos que componen el complejo: un edificio de servicios, un edificio administrativo, locales en la casa principal. El área total de los locales arrendados es de aproximadamente 7.700 m², el precio de alquiler alcanzó un récord de 35 millones de rublos por mes. El inquilino era la empresa constructora  "Velesstroy".

### Investigaciones de periodistas y ecologistas
Los ambientalistas y periodistas han intentado repetidamente ingresar al área de construcción, pero la mayoría de las veces terminaron en enfrentamientos con la participación de oficiales del FSO y empresas de seguridad privada. En enero de 2011, aparecieron en Internet fotos del sitio de construcción de la residencia, que muestran la vista general de la residencia, su distribución e interiores.
En febrero de 2011, los activistas de "Vigilancia Ecológica para el Cáucaso Norte" Surén Gazaryán, Dmitri Shevchenko y Yekaterina Soloviova, junto con el periodista del semanario Sobesédnik Rimma Ajmírova, pudieron conducir directamente a la residencia. Fueron detenidos por agentes del FSO y la empresa de seguridad privada "Rubin". Al mismo tiempo, les quitaron equipos y objetos ilegalmente y sin ningún registro.
En mayo de 2011, Dmitri Shevchenko publicó una investigación sobre el palacio de Putin, acompañada por imágenes tomadas en la finca. Según información oficial, allí se estaba construyendo un pequeño puesto fronterizo, pero esa información no cuadraba con el sistema de suministro eléctrico de alto voltaje observado por Shevchenko, equivalente, por ejemplo, al empleado en una fábrica de montaje de automóviles que Volkswagen tenía en la óblast de Kaluga. En junio de 2011, activistas de Gelendzhik se personaron en la playa ubicada a los pies del palacio y grabaron la construcción de la salida del túnel subterráneo que alberga el ascensor de bajada a la playa desde el inmueble. Fueron detenidos por vigilantes de "Rubin".
En diciembre de 2012, Surén Gazaryán, falsamente acusado de "amenaza de muerte" por tres vigilantes privados del palacio de Putin, se vio obligado a exiliarse en Estonia donde al medio año obtuvo el estatus de refugiado político.
En mayo de 2014, Reuters realizó su propia investigación periodística, según la cual parte de los fondos asignados en 2005 para el proyecto nacional "Salud" se destinó a la construcción de la residencia del presidente Vladímir Putin cerca de Gelendzhik. Según descubrió la agencia, a través de una empresa que compró equipos médicos y un banco suizo, se transfirieron alrededor de 48 millones de dólares a una empresa constructora que erigió un complejo a gran escala a orillas del Mar Negro, las dos principales figuras del fraude. Había dos hombres de negocios rusos cercanos a Putin: Dmitri Gorélov (propietario de Petromed) y Nikolái Shamálov.
En agosto de 2014, Vladímir Putin otorgó la ciudadanía rusa al italiano Cirillo Lanfranco, quien confirmó a Reuters que era el autor del complejo turístico. Según el Registro Estatal Unificado de Entidades Legales, el ciudadano italiano Cirillo Lanfranco está registrado como empresario individual, es el único propietario de Stroygazkomplekt LLC con un capital autorizado de 40 millones de rublos. Según los resultados de 2013, los ingresos de Stroygazkomplekt ascendieron a 88 millones de rublos (casi 3 veces menos que en 2012), pérdida neta - 3 millones de rublos.
Desde marzo de 2015, la construcción de la residencia y el terreno debajo de ella desde mayo de 2013 ha sido propiedad de Komplex LLC desde marzo de 2015. Según SPARK, desde septiembre de 2013, "Complex" pertenece a la offshore Savoyan Investments Limited, registrada en las Islas Vírgenes Británicas, sus beneficiarios no han sido revelados.
A finales de diciembre de 2015, la comisión para la identificación de parcelas pesqueras bajo la administración territorial de Rosrybolovstvo Azov-Mar Negro satisfizo la solicitud de Komplex LLC de asignar parcelas de 254 hectáreas y 290,8 hectáreas y ponerlas a subasta para la implementación de un proyecto de acuicultura industrial. En la primavera de 2016, OOO Yúzhnaya Citadel de Gelendzhik pagó 304,2 y 357 mil rublos por el uso de estas parcelas durante un período de 25 años, y también pagó 2,36 millones de rublos por otras dos parcelas cerca del cabo. La superficie total de las parcelas era de 966,9 hectáreas, y su límite se extendía a lo largo de la costa desde el pueblo de Divnomórskoye hasta el cabo Idokopás, en el que se encuentra la residencia. El director general y propietario de la ciudadela de Yúzhnaya, establecida en julio de 2015, era Alekséi Vasilyuk, quien anteriormente dirigía "Investstroy" Management Company (hasta el 29 de octubre de 2015, la organización era la compañía de administración de "Komplex" LLC y "Lazúrnaya Yágoda" LLC (posee una granja vinícola cercana)). Según el presidente del bufete de abogados de "Starinski, Korchago y Socios", Yevgueni Korchago, la propiedad de una parcela del área de agua permite al propietario bloquear el acceso al objeto desde el mar de la única manera legal.

### Investigación de FBK
El palacio de Putin: historia del mayor soborno es un documental ruso, basado en la investigación homónima de la Fundación Anticorrupción (FBK) y publicado el 19 de enero de 2021. La película describe el sistema de corrupción ruso que, según los autores de la investigación, está encabezado por el presidente ruso Vladímir Putin. La mayor parte de la película se centra en la residencia en el cabo Idokopás y sus alrededores, supuestamente propiedad de Vladímir Putin a través de representantes interpuestos. FBK estima el costo del palacio con edificios en 100 000 millones de rublos (unos 1000 millones de euros).
Fundación Anticorrupción (FBK) publicó el documental de investigación sobre la residencia en el alojamiento de videos de YouTube el 19 de enero de 2021. La mayor parte de la película está dedicada a la propia residencia y sus alrededores que, como se afirma en el film, pertenecen a Vladímir Putin a través de testaferros. FBK estima el costo del palacio con los edificios en 100.000 millones de rublos. La película provocó una gran indignación pública y obtuvo cerca de 40 millones de visitas en el primer día después de su publicación. Periodistas del diario independiente "Проект" ("Proyecto") en sus redes sociales agregaron a la investigación de FBK que, según funcionarios, es en Gelendzhik donde el presidente pasa una parte importante de su tiempo informal y es allí donde invita a las personas más cercanas a él para la comunicación informal. Como curiosidad, cabe destacar la repercusión que tuvo el escabroso detalle de la escobilla de baño de una de las bodegas del palacio que costó 700 euros, como consta en la factura adjunta, mientras el mínimo vital en 2021 en Rusia está establecido en 11.653 rublos al mes. En enero de 2021, esta suma equivalía a cobrar aproximadamente 127 euros al mes. En las protestas en Rusia de 2021, se podían observar a ciudadanos que se manifestaban con una escobilla dorada en mano en alusión al caso.

### Investigación deMeduza
El 29 de enero, el periódico en línea Meduza publicó una investigación, basada en informaciones proporcionadas por contratistas y  profesionales involucrados en la construcción del palacio, titulada en ruso Si eres presidente, todo te está permitido («Если человек — президент, ему все можно») y en inglés It’s good to be the president. Los investigadores consultaron sitios web de ocho empresas que participaron en la construcción de distintos elementos que rodean el palacio, encontrando allí las descripciones de las obras realizadas.

## Posición oficial de las autoridades
A finales de diciembre de 2010, un portavoz del servicio de prensa del Kremlin se negó a comentar después de la publicación de una carta de Serguéi Kolésnikov, mientras que el secretario de prensa del primer ministro Dmitri Peskov dijo que Putin no tenía nada que ver con la residencia del Mar Negro. Nikolái Shamálov y su socio Dmitri Gorélov no respondieron a las preguntas del periódico Védomosti, y "Petromed" se negó a comentar la carta de Kolésnikov.
En febrero de 2011, el administrador presidencial Vladímir Kozhin, cuya firma está en los documentos sobre la construcción del "Palacio de Putin", negó informes sobre la construcción de nuevas residencias para Dmitri Medvédev y Vladímir Putin: "Leí muchas publicaciones diferentes sobre algunos palacios que están en construcción o ya se han construido en la costa del Mar Negro en la región de Gelendzhik. Esto no tiene nada que ver ni con el Departamento Administrativo ni con el jefe de gobierno. Allí no hemos realizado ninguna construcción, no estamos haciendo y no vamos a hacer ninguna construcción allí.”  También negó la conexión entre el presidente y la residencia en octubre de 2012.
Poco después de la publicación de la investigación de la Fundación Anticorrupción titulada El palacio de Putin: historia del mayor soborno, el secretario de prensa del presidente de la Federación de Rusia, Dmitri Peskov, cuando los periodistas le preguntaron sobre él, dijo que Putin no tenía ningún inmueble en Gelendzhik.
Finalmente, el 30 de enero, tras 11 días de incertidumbre, el amigo de Putin desde 1964 y adjudicatario de las obras del puente de Crimea, el oligarca Arkadi Rotenberg (Arkady Rotenberg) declaró ser el "beneficiario" del mil millonario palacio que será reconvertido en un apartotel. Rotenberg, considerado uno de los testaferros de Putin, forma parte de la lista de ciudadanos rusos sancionados tanto por el gobierno de Estados Unidos como por la Unión Europea, a raíz de la anexión ilegal de Crimea en 2014.

## Crítica

### Daño al medio ambiente
Según la "Vigilancia Ecológica para el Cáucaso Norte" y Greenpeace Rusia, durante la construcción de la residencia en el cabo Idokopás y las carreteras de acceso a ella, se talaron más de 45 hectáreas de bosques, incluida la destrucción de comunidades vegetales únicas que cuentan con el pino de Pitsunda, incluido en el Libro Rojo de la Federación de Rusia ... Al mismo tiempo, el daño de la tala ilegal de árboles, según los cálculos de las organizaciones ambientales, ascendió a más de 2,7 mil millones de rublos. Hasta agosto de 2012, los llamamientos de Vigilancia Ecológica y Greenpeace con respecto a la tala ilegal en el territorio del palacio quedaron sin respuesta.
En total, según la "Vigilancia Ecológica para el Cáucaso Norte", como resultado de fraudes, 68 hectáreas de tierras forestales fueron retiradas de la propiedad estatal y transferidas a propiedad privada, ubicadas dentro del territorio federal especialmente protegido "Resort Gelendzhik".

## Casos judiciales
Varias personas recibieron largas condenas mientras intentaban investigar la construcción del Palacio de Putin. Después de visitar el Palacio de Putin, el ecologista de Kubán Surén Gazaryán se convirtió en sospechoso bajo la acusación de "amenaza de asesinato", ya que supuestamente amenazó a los guardias. Condenado por un simple interés en el palacio, Surén Gazaryán se vio obligado a emigrar de Rusia para evitar una persecución posterior. Luego de la detención del ambientalista Surén Gazaryán, los representantes de las autoridades confiscaron sus pertenencias personales, las cuales no le fueron devueltas posteriormente.
El 2 de agosto de 2013, cuatro geólogos del Centro de Derechos Humanos de Gelendzhik fueron condenados a entre 8 y 13 años de prisión. El activista de derechos humanos Vladímir Ivanov fue condenado a trece años de prisión, el abogado Zufar Achílov a once años y Gagik Avanesyán y Valeri Semerguéi a ocho años cada uno. Según los condenados, fueron torturados y todos los cargos fueron falsificados. La comisión de vigilancia pública para el seguimiento de la salvagurda de derechos humanos en los lugares de detención ha realizado su propia investigación, que mostró que los detenidos presentaban hematomas y quemaduras. Pero estos hechos no fueron suficientes para el Comité de Investigación de Kubán, que se negó a iniciar un proceso penal por la supuesta "falta de corpus delicti".

## Galería

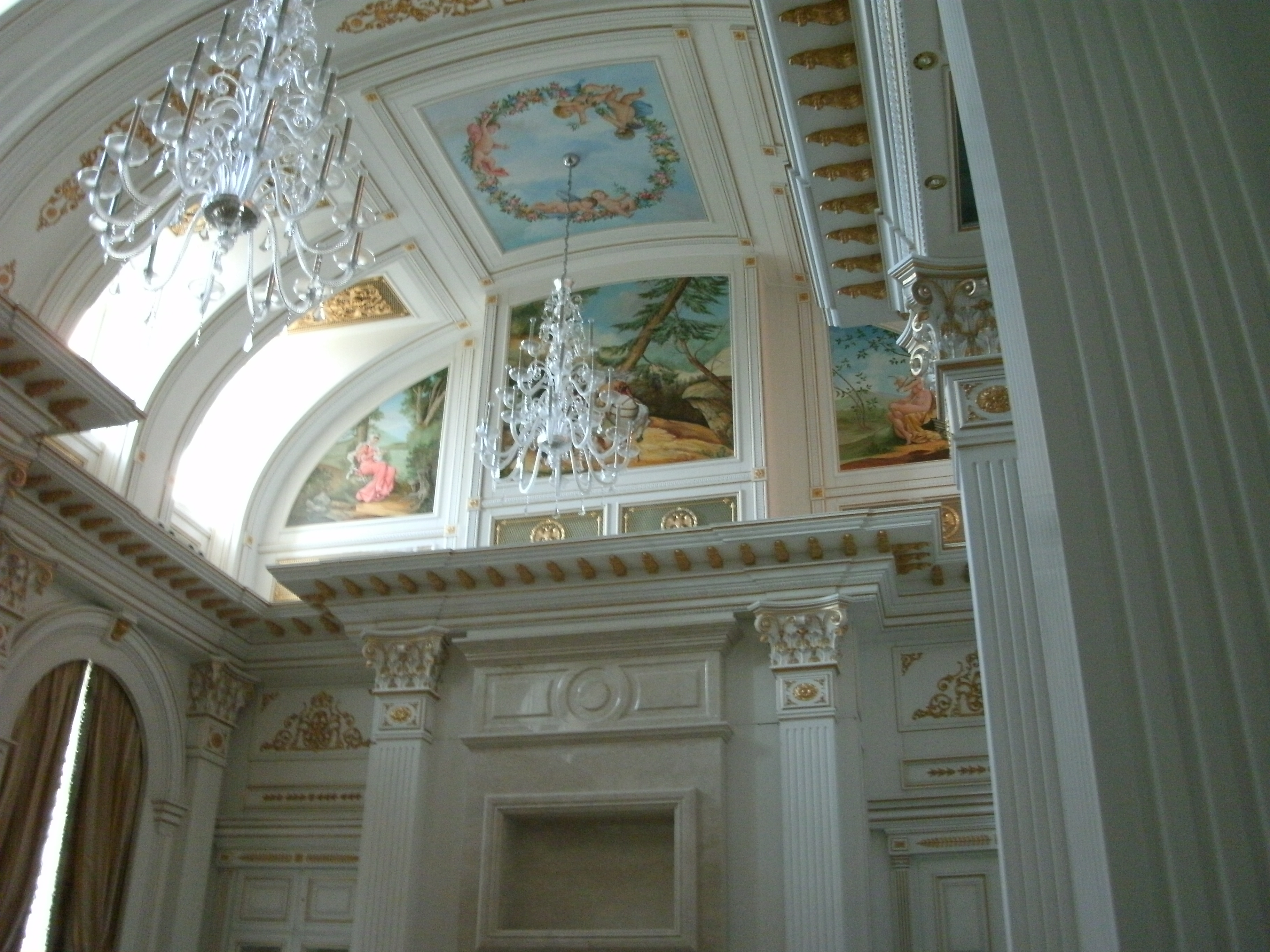
Lámparas de la residencia.
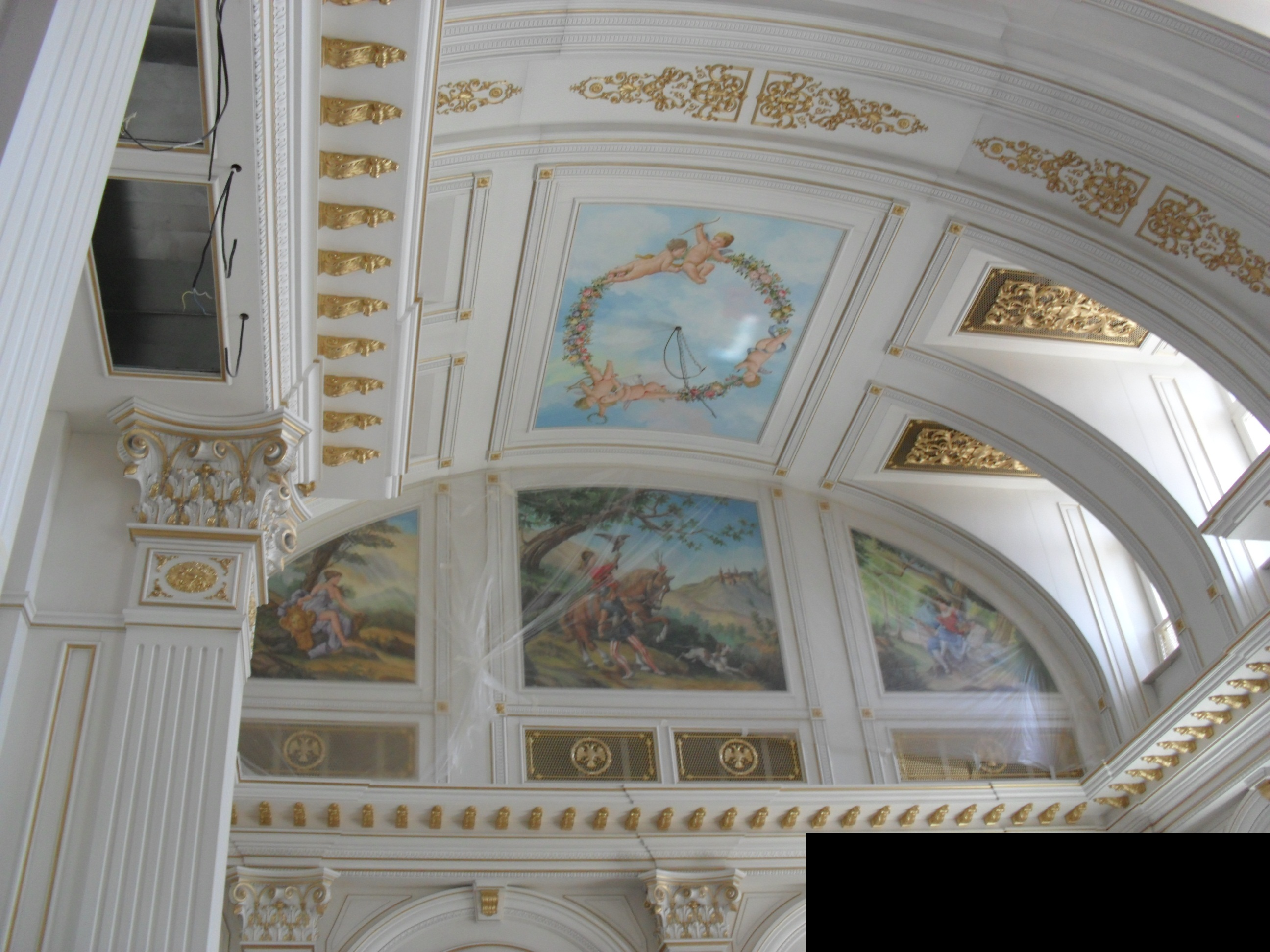
Elementos del techo de la residencia. Las lámparas aún no se han colgado.
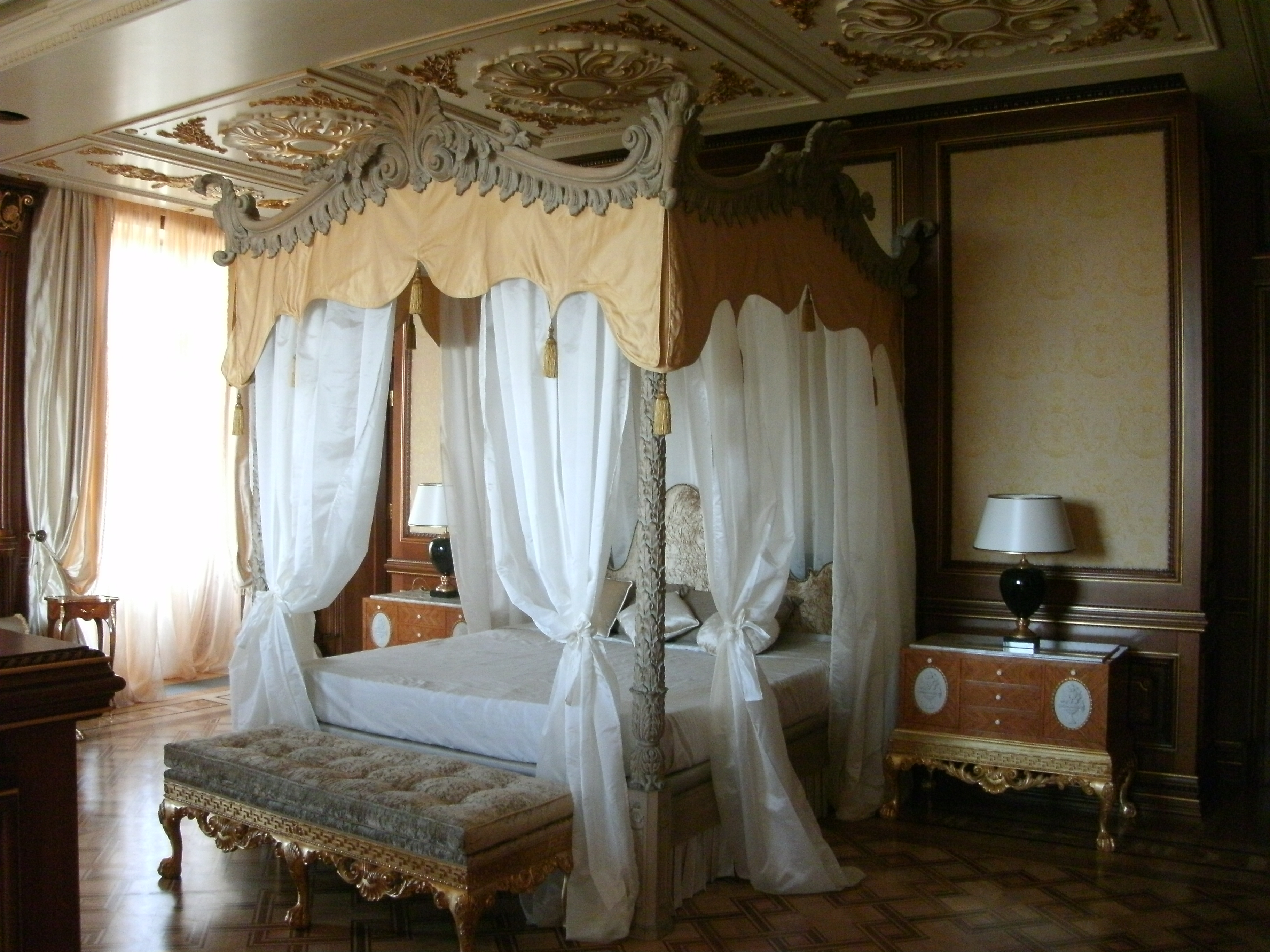
Uno de los dormitorios de la residencia tiene una cama con baldaquino.
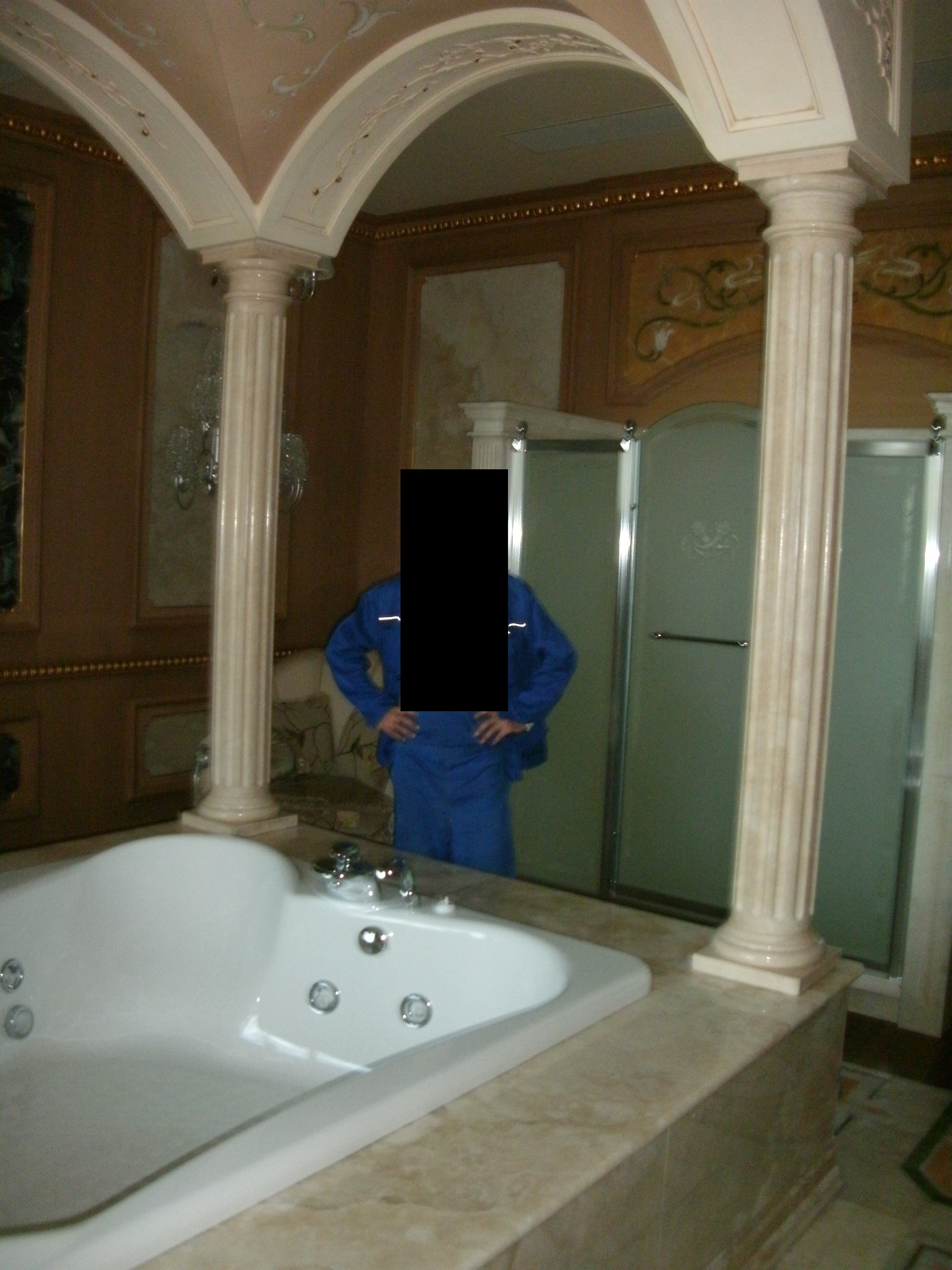
Jacuzzi para varias personas en uno de los dormitorios de la residencia.
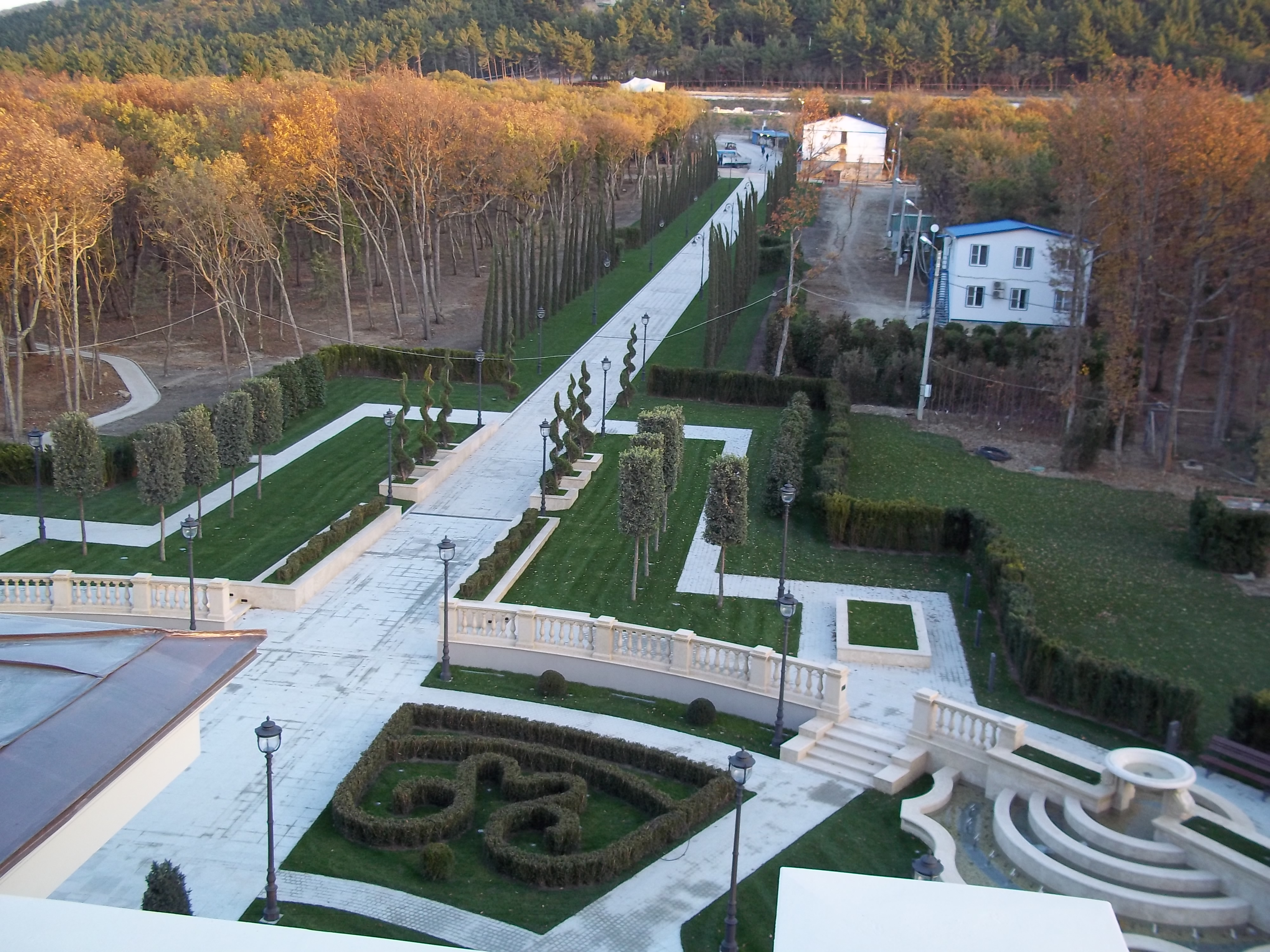
Fragmento del territorio de la residencia. La refinación aún no se ha completado.
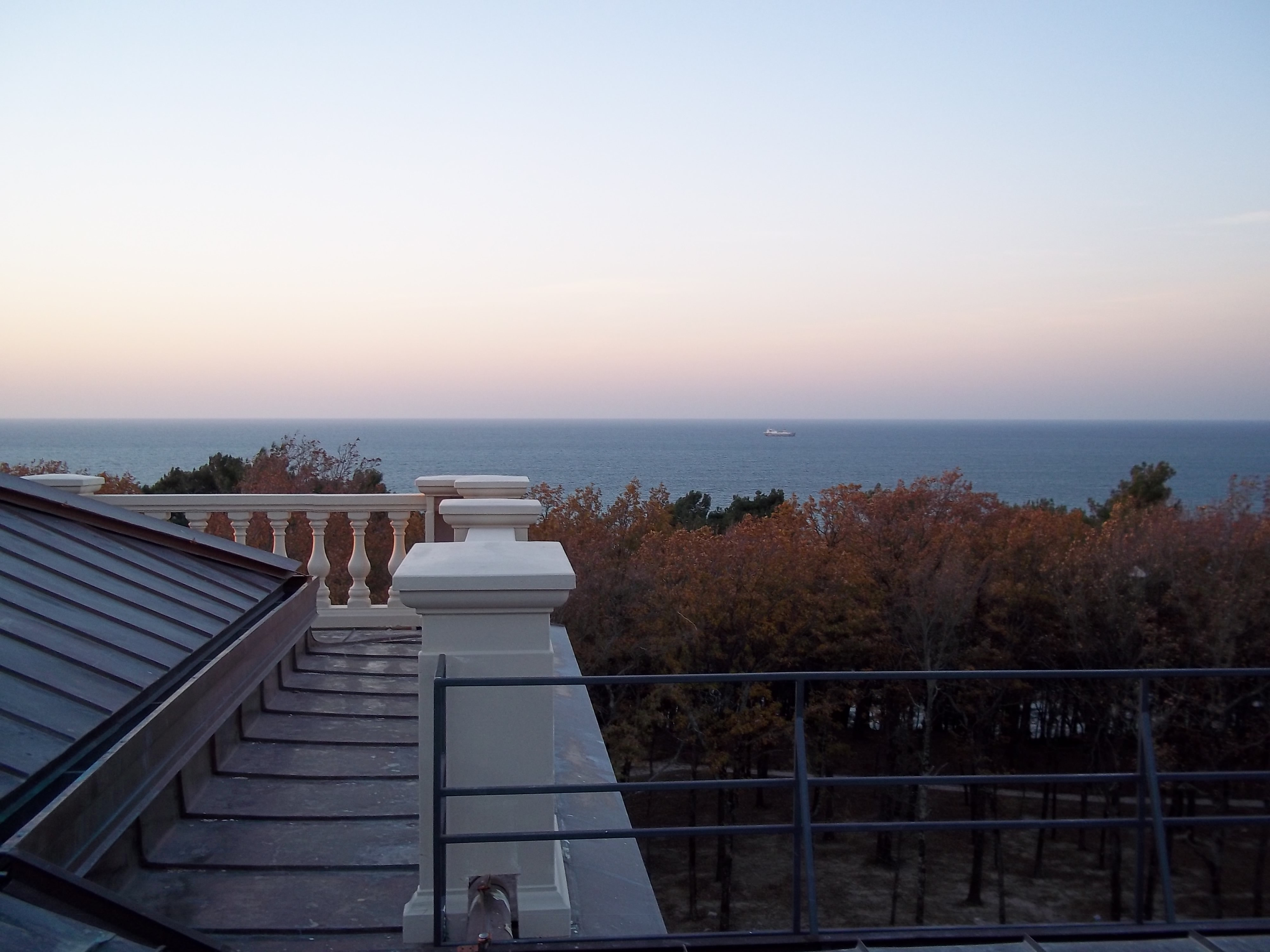
Vista desde la residencia al mar.